# 黃遠輝
黃遠輝，SBS，JP（1956年2月14日—），前工銀亞洲副總經理、執行董事兼行政總裁。他亦是香港銀行學會會士和英國特許銀行學會及英國特許秘書及行政人員學會會員。黃遠輝於2000年代擔任過香港地球之友的主席。他在退休後獲政府委任為不同公職委員會的成員。2020年卸任土地供應專責小組主席及房委會資助房屋小組主席後，現時主力參與環境諮詢委員會的工作。

## 背景

### 早年生活
黃遠輝家有三名胞弟，父親為一名印刷工人。一家六口早年居住在香港島天后廟道的木屋區，因木屋區在他十歲時被清拆而先後搬遷到柴灣邨十五座及漁灣邨居住；長大後再儲錢以綠表買居屋。黃遠輝就讀小學六年級時曾在柴灣工廠邨大廈（現為華廈邨）做暑期工，負責製作校簿，例如單行簿、格仔簿等以幫補書簿費。他在1968年畢業於堡壘山官立小學（第9屆畢業生；學校於1980年停辦，現址為炮台山循道衛理中學）後入讀筲箕灣官立中學，並於1973年畢業（1973年第12屆中五）。黃遠輝的小學成績不錯，名次在全級三名之內。另外，他在就讀中學時曾擔任話劇導演，又想過當警察或加入電影界發展。

### 個人發展
中學畢業後，黃遠輝曾在無綫電視為《歡樂今宵》作幕後收音，但因擔心前景和工作沉悶，於是轉到船務公司「馬士基」（Maersk）做文員。之後在1976年於公司的海員部工作。因獲得當時部門主管寫推薦信，所以黃遠輝轉職銀行文員。而其英文名稱「Stanley」始於在馬士基工作時的經歷；因洋人同事經常直呼其英文姓氏「Wong」，他覺得不大好聽，於是以赤柱這個地方的英文名稱來讓他們作記認，便取名「Stanley」。
黃遠輝在1974年加入渣打銀行當文員至1978年晉升為助理主任。三年後升為資金部的交易員，再分別在1987年和1989年晉升為代理首席外滙交易員和資金部經理；翌年擔任渣打銀行香港區司庫。黃遠輝在1996年擔任渣打銀行中港澳及日本區司庫，至2001年至2003年到中國內地出任渣打銀行中國區總裁。2004年轉投工銀亞洲任職副總經理，同年8月獲委任為該行執行董事兼替任行政總裁。他在2007年獲香港特別行政區政府委任為太平紳士。到了2011年提早退休，辭去工銀亞洲董事兼副總經理一職。
他退休後一直致力擔任政府公職，出任多個委員會和公營組織的委員、主席以及董事的崗位。在2013年，他獲香港政府頒授銀紫荊星章以表彰其熱心參與公共及社區服務的卓越表現以及在香港城市規劃委員會和香港房屋委員會的投入與貢獻。

### 其他資料
黃遠輝個人喜歡大自然，故此他自1996年起每周都會在新界粉嶺耕田。另外，他在任職銀行職員時和退休後才修讀澳洲麥覺理大學應用金融學碩士、香港中文大學專業進修學院中國考古學高級文憑以及香港中文大學比較及公眾歷史學碩士數個學位。

## 曾擔任公職
- 2001年至2003年5月：渣打銀行董事
- 2008年至2010年：香港舞蹈團董事會成員[29]
- 2010年至2015年：香港舞蹈團董事會主席[30]
- 2012年至2014年、2014年至2016年：能源諮詢委員會委員[31][32]
- 2012年至2014年：科學博物館諮詢委員會委員[33]
- 2012年至2016年：香港城市規劃委員會副主席[34]
- 2013年至2019年：市區重建局非執行董事[35][36]
- 2014年至2016年：歷史博物館諮詢委員會主席[37]
- 2016年至2018年：離職公務員就業申請諮詢委員會委員[38]
- 2017年至2022年：環境諮詢委員會主席[39][40]
- 2017年至2019年：土地供應專責小組主席[41]
- 2005年至2011年8月、2012年至2020年：香港房屋委員會委員（資助房屋小組主席）[42][43][44][45]

## 參與節目
嘉賓
- 2013年、2014年、2015年、2016年、2018年、2019年、2022年：《講清講楚》（無綫電視）
- 2016年、2017年、2018年：《千禧年代》（香港電台）
- 2018年：《清心直說》（無綫電視）
- 2018年：《日日有樓睇》（無綫電視）
- 2018年：《樓計專家》（無綫電視）

## 外部連結
- Webb-site Who's Who Wong, Stanley Yuen Fai 黃遠輝（页面存档备份，存于）
- Yuen-Fai Wong SBS, JP Non-Official Non-Executive Director, Urban Renewal Authority，Bloomberg
- 黃遠輝 新傳網[]